# Dizy-le-Gros
Dizy-le-Gros è un comune francese di 803 abitanti situato nel dipartimento dell'Aisne della regione dell'Alta Francia.

## Società

### Evoluzione demografica
Abitanti censiti